# 石川県道218号莇谷津幡線
石川県道218号莇谷津幡線（いしかわけんどう218ごう あざみだにつばたせん）は、石川県河北郡津幡町内を通る一般県道（石川県道）である。

## 路線概要
- 起点：石川県河北郡津幡町字莇谷ル113番地先・富山県小矢部市谷坪野西島23の2（＝石川・富山県境、富山県道324号谷坪野芹川線起点）
- 終点：石川県河北郡津幡町字津幡ハ10番地先（＝津幡交差点、石川県道59号高松津幡線交点）

起点から西へ進み、津幡町北東部山間部の笠野地区を通る。同町鳥越で石川県道219号興津刈安線と交わった後、さらに西に進み、笠野トンネルを抜け、同町倉見で国道8号津幡北バイパスと交わる。ここから南西に進み、JR七尾線を中津幡駅の南側を踏切で渡り、終点に至る。終点付近は、津幡町中心部の商店街である。
富山県道324号谷坪野芹川線と道路自体は連続しているが、路線名や路線番号は連続していない。

## 歴史
- 1960年（昭和35年）10月15日：路線認定。

## 通過する自治体
- 石川県
  - 河北郡津幡町

## 接続路線
- 富山県道324号谷坪野芹川線（石川県河北郡津幡町莇谷・富山県小矢部市谷坪野 県境：起点）
- 石川県道219号興津刈安線（津幡町鳥越）
- 国道8号（国道159号、国道249号重複）津幡北バイパス（津幡町倉見）
- 石川県道59号高松津幡線（津幡町津幡・津幡交差点：終点）

## 周辺施設
- 河北郡市一般廃棄物最終処分場
- 笠野公園
- 津幡町立笠野小学校
- 笠野公民館
- JA石川かほく 津幡東支店
- 津幡川
- 鳥越城跡
- 石川県森林公園
- 倉見川
- 高齢者福施設 ウェルピア倉見
- 津幡町笠井会館
- 津幡町立太白台小学校
- 太白台保育園
- グリーンタウン杉瀬（新興住宅地）
- 日本フィルター工業 津幡工場
- 太白団地（新興住宅地）
- JR七尾線 中津幡駅